# Neosilurus equinus
Neosilurus equinus är en fiskart som först beskrevs av Weber, 1913.  Neosilurus equinus ingår i släktet Neosilurus och familjen Plotosidae. Inga underarter finns listade i Catalogue of Life.